# ماريو بيرميخو
ماريو بيرميخو (بالإسبانية: Mario Bermejo)‏ (مواليد 7 أكتوبر 1978 في سانتاندير - إسبانيا) لاعب كرة قدم إسباني يلعب حاليا لصالح نادي الدرجة الأولى خيريث الإسباني منذ 2008 في مركز المهاجم .

## روابط خارجية
- ماريو بيرميخو على موقع قاعدة بيانات كرة القدم.إي يو (الإنجليزية)
- ماريو بيرميخو على موقع Soccerway.com (الإنجليزية)
- ماريو بيرميخو على موقع كووورة
- ماريو بيرميخو على موقع AS.com (الإسبانية)